# Algarve-Cup 2016
Der Algarve-Cup 2016 war die 23. Ausspielung dieser bedeutenden Turnierreihe für Frauen-Fußballnationalmannschaften und fand vom 2. bis zum 9. März 2016 wie in den Jahren zuvor an verschiedenen Spielorten der Algarve, der südlichsten Region Portugals, statt. Für das Turnier waren acht Mannschaften gemeldet, darunter keine der vorherigen Turniersieger.
Von den Mannschaften, die zuvor an allen Austragungen teilnahmen und auch zu den Organisatoren gehörten, nahmen Norwegen und Schweden nicht teil, da gleichzeitig das Qualifikationsturnier für die Olympischen Spiele stattfand. Aus demselben Grund konnte auch die Schweiz nicht teilnehmen, die 2015 erstmals teilgenommen hatte. Weiterhin fehlten China und Asienmeister Japan, die an der gleichzeitig stattgefundenen asiatischen Olympiaqualifikation teilnahmen.
Die drei erstplatzierten Mannschaften der letzten Austragung USA (Weltmeister), Frankreich und Deutschland (Europameister) sowie England (Zypern-Cup-Sieger des Vorjahres) bestritten stattdessen auf Einladung der USA den erstmals ausgetragenen SheBelieves Cup in den USA. Olympiagastgeber Brasilien, der ebenfalls 2015 erstmals teilgenommen hatte, war damit der einzige Teilnehmer aus den Top 10 der FIFA-Weltrangliste. Mit Kanada nahm einer der beiden Rekordsieger des Zypern-Cups teil, der wie in den Vorjahren wieder parallel zum Algarve-Cup stattfand, diesmal auch nur mit acht Mannschaften und mit den auf Platz 13 stehenden Italienerinnen als bestplatzierter europäischer Mannschaft der FIFA-Weltrangliste. Durch den Turniersieg wurde Kanada die erste Mannschaft, die sowohl den Algarve-Cup als auch den Zypern-Cup gewinnen konnte.
Erstmals wurden die ersten vier Plätze von Mannschaften aus vier verschiedenen Konföderationen (CONCACAF, CONMEBOL, UEFA und OFC) belegt.

## Teilnehmer
- Belgien (erste Teilnahme)
- Brasilien*
- Dänemark (ständiger Teilnehmer)
- Island
- Kanada*
- Neuseeland* (erste Teilnahme)
- Portugal (ständiger Teilnehmer)
- Russland

Anmerkung: * Qualifiziert für die Olympischen Spiele 2016

## Das Turnier
Die Gruppenzusammensetzung wurde am 14. Dezember bekannt gegeben. Alle Zeiten entsprechen UTC±0, d. h. MEZ-1.

### Gruppenphase

#### Gruppe A
| Pl. | Land     | Sp. | S | U | N | Tore    | Diff. | Punkte |
| --- | -------- | --- | - | - | - | ------- | ----- | ------ |
| 1.  | Kanada   | 3   | 2 | 0 | 1 | 002:100 | +1    | 06     |
| 2.  | Island   | 3   | 2 | 0 | 1 | 006:300 | +3    | 06     |
| 3.  | Belgien  | 3   | 1 | 0 | 2 | 003:400 | −1    | 03     |
| 4.  | Dänemark | 3   | 1 | 0 | 2 | 003:600 | −3    | 03     |

|                                                    |   |          |           |
| 2. März um 15:00 Uhr in Lagos                      |   |          |           |
| Island                                             | – | Belgien  | 2:1 (1:1) |
| 2. März um 15:00 Uhr in Albufeira                  |   |          |           |
| Kanada                                             | – | Dänemark | 0:1 (0:0) |
| 4. März um 15:00 Uhr in Vila Real de Santo António |   |          |           |
| Kanada                                             | – | Belgien  | 1:0 (0:0) |
| 4. März um 15:00 Uhr in Parchal                    |   |          |           |
| Dänemark                                           | – | Island   | 1:4 (0:2) |
| 7. März um 18:30 Uhr in Albufeira                  |   |          |           |
| Dänemark                                           | – | Belgien  | 1:2 (0:1) |
| 7. März um 18:30 Uhr in Lagos                      |   |          |           |
| Kanada                                             | – | Island   | 1:0 (1:0) |

#### Gruppe B
| Pl. | Land       | Sp. | S | U | N | Tore    | Diff. | Punkte |
| --- | ---------- | --- | - | - | - | ------- | ----- | ------ |
| 1.  | Brasilien  | 3   | 3 | 0 | 0 | 007:100 | +6    | 09     |
| 2.  | Neuseeland | 3   | 1 | 1 | 1 | 001:100 | ±0    | 04     |
| 3.  | Russland   | 3   | 1 | 1 | 1 | 001:300 | −2    | 04     |
| 4.  | Portugal   | 3   | 0 | 0 | 3 | 001:500 | −4    | 0      |

|                                                    |   |            |           |
| 2. März um 18:00 Uhr in Albufeira                  |   |            |           |
| Portugal                                           | – | Russland   | 0:1 (0:0) |
| 2. März um 18:30 Uhr in Lagos                      |   |            |           |
| Brasilien                                          | – | Neuseeland | 1:0 (1:0) |
| 4. März um 18:30 Uhr in Parchal                    |   |            |           |
| Neuseeland                                         | – | Russland   | 0:0       |
| 4. März um 20:00 Uhr in Vila Real de Santo António |   |            |           |
| Portugal                                           | – | Brasilien  | 1:3 (1:2) |
| 7. März um 15:00 Uhr in Lagos                      |   |            |           |
| Brasilien                                          | – | Russland   | 3:0 (0:0) |
| 7. März um 15:00 Uhr in Albufeira                  |   |            |           |
| Portugal                                           | – | Neuseeland | 0:1 (0:0) |

### Platzierungsspiele
Orte und Zeiten der Platzierungsspiele wurden erst festgelegt, nachdem die Paarungen feststanden.
Spiel um Platz 7
|                                 |   |          |           |
| 9. März um 15:00 Uhr in Parchal |   |          |           |
| Dänemark                        | – | Portugal | 3:1 (2:0) |

Spiel um Platz 5
|                                                    |   |          |           |
| 9. März um 14:00 Uhr in Vila Real de Santo António |   |          |           |
| Belgien                                            | – | Russland | 5:0 (2:0) |

Spiel um Platz 3
|                                                    |   |            |                |
| 9. März um 17:30 Uhr in Vila Real de Santo António |   |            |                |
| Island                                             | – | Neuseeland | 1:1; 6:5 i. E. |

### Finale
| Kanada                                     | Kanada | Brasilien | Brasilien |
| ------------------------------------------ | --- | --- | --------- |
| Kanada                                     | \| 9. März 2016 um 18:30 Uhr WEZ in Parchal \| \| Ergebnis: 2:1 (0:0) \| \| Schiedsrichterin: Sara Persson ( Schweden) \| \| Spielbericht \| | \| 9. März 2016 um 18:30 Uhr WEZ in Parchal \| \| Ergebnis: 2:1 (0:0) \| \| Schiedsrichterin: Sara Persson ( Schweden) \| \| Spielbericht \|                         | Brasilien |
| Kanada                                     | Stephanie Labbé (46. Sabrina D’Angelo) – Allysha Chapman, Kadeisha Buchanan, Shelina Zadorsky, Rhian Wilkinson, Diana Matheson (86. Josée Bélanger), Ashley Lawrence, Desiree Scott, Sophie Schmidt (90. Rebecca Quinn) – Janine Beckie (69. Deanne Rose), Christine Sinclair Cheftrainer: John Herdman ( England)                                  | Bárbara – Poliana, Mônica, Rafaelle, Tamires – Formiga, Thaisa – Debinha (67. Bia), Marta (79. Raquel), Andressa Alves (67. Thaísinha), Cristiane Cheftrainer: Vadão | Brasilien |
| Kanada                                     | 1:0 Shelina Zadorsky (61.) 2:0 Janine Beckie (67.) | 2:1 Cristiane (90.) | Brasilien |
| Kanada                                     | Christine Sinclair, Shelina Zadorsky | Andressa Alves, Marta | Brasilien |
| Kanada                                     | Der kanadische Verband nennt in seinem Spielbericht Cristiane als Torschützin. Der Veranstalter nennt Andressa Alves, allerdings soll diese in der 67. Minute aus- und in der 87. Minute wieder eingewechselt worden sein, was nicht zulässig ist. Auch in der RSSSF-Statistik wird Cristiane genannt und nur eine Auswechslung von Andressa Alves. | | Brasilien |
| 9. März 2016 um 18:30 Uhr WEZ in Parchal   | | |           |
| Ergebnis: 2:1 (0:0)                        | | |           |
| Schiedsrichterin: Sara Persson ( Schweden) | | |           |
| Spielbericht                               | | |           |

## Schiedsrichterinnen
| Konföderation | Schiedsrichterinnen                       | Schiedsrichterassistentinnen                                                                    |
| ------------- | ----------------------------------------- | ----------------------------------------------------------------------------------------------- |
| AFC           | Aye Thein Thein                           | Lee Seul-gi Trương Thị Lệ Trinh                                                                 |
| CAF           | Lidya Tafesse Abebe                       | Emmanuella Aglago Josiane Mbakop                                                                |
| CONMEBOL      | Marianela Araya Olga Miranda              | Nereida Diaz Katherine Jimenez Neuza Back Yoleida Lara                                          |
| OFC           | Tupou Patia                               | Maria Tamalelagi Lonisa Elite Dilioni                                                           |
| UEFA          | Sandra Braz Monika Mularczyk Sara Persson | Olga Martins Biljana Atanasovski Anna Dabrowska Katarzyna Wójs Annica Johansson Julia Magnusson |

## Torschützinnen
| Rang | Spielerin                 | Tore |
| ---- | ------------------------- | ---- |
| 1    | Janice Cayman             | 4    |
| 2    | Cristiane                 | 2    |
|      | Nadia Nadim               | 2    |
|      | Sanne Troelsgaard Nielsen | 2    |
|      | Janine Beckie             | 2    |
| 6    | Maud Coutereels           | 1    |
|      | Tine Schryvers*           | 1    |
|      | Tessa Wullaert            | 1    |
|      | Andressa Alves            | 1    |
|      | Bia                       | 1    |
|      | Debinha                   | 1    |
|      | Formiga                   | 1    |
|      | Marta                     | 1    |
|      | Raquel                    | 1    |
|      | Thaísinha                 | 1    |

| Rang | Spielerin                      | Tore |
| ---- | ------------------------------ | ---- |
| 6    | Johanna Rasmussen              | 1    |
|      | Cecilie Sandvej*               | 1    |
|      | Andrea Rán Hauksdóttir*        | 1    |
|      | Berglind Björg Þorvaldsdóttir* | 1    |
|      | Dagný Brynjarsdóttir           | 1    |
|      | Gunnhildur Yrsa Jónsdóttir     | 1    |
|      | Hólmfríður Magnúsdóttir        | 1    |
|      | Katrín Ómarsdóttir             | 1    |
|      | Summer Clarke*                 | 1    |
|      | Shelina Zadorsky*              | 1    |
|      | Amber Hearn                    | 1    |
|      | Annalie Longo                  | 1    |
|      | Tatiana Pinto*                 | 1    |
|      | Diana Silva*                   | 1    |
|      | Darja Makarenko                | 1    |

| Rang | Spielerin            | Tore |
| ET   |                      |      |
| ---- | -------------------- | ---- |
| ET   | Simone Boye Sørensen | 1    |
| ET   | Cecilie Breil Kramer | 1    |

Anmerkung: * = Erstes Länderspieltor

## Auszeichnungen
- Beste Spielerin:  Kadeisha Buchanan
- Fairste Mannschaft:  Dänemark